# Midden-Saksisch voetbalkampioenschap 1929/30
In 1929/30 werd het 25ste voetbalkampioenschap van Midden-Saksen gespeeld, dat georganiseerd werd door de Midden-Duitse voetbalbond. Sturm Chemnitz doorbrak de hegemonie van Chemnitzer BC en werd kampioen en plaatste zich voor de Midden-Duitse eindronde. De club versloeg Zittauer BC , SV Wacker Bernburg, SV 08 Steinach en verloor in de halve finale na verlengingen met 3:4 van VfB Leipzig.

## Gauliga
| Plaats | Club                         | Wed. | W  | G | V  | Saldo  | Ptn.  |
| ------ | ---------------------------- | ---- | -- | - | -- | ------ | ----- |
| 1      | SV Sturm 04 Chemnitz         | 18   | 15 | 0 | 3  | 75:29  | 30:6  |
| 2      | PSV 1921 Chemnitz            | 18   | 14 | 0 | 4  | 102:39 | 28:8  |
| 3      | Chemnitzer BC 99             | 18   | 10 | 2 | 6  | 72:36  | 22:14 |
| 4      | FC Preußen Chemnitz          | 18   | 10 | 2 | 6  | 56:44  | 22:14 |
| 5      | SV Teutonia 1901 Chemnitz    | 18   | 9  | 1 | 8  | 40:55  | 19:17 |
| 6      | SC National 1900 Chemnitz    | 18   | 6  | 2 | 10 | 34:47  | 14:22 |
| 7      | Limbacher SC 1909            | 18   | 5  | 3 | 10 | 38:64  | 13:23 |
| 8      | SC 1913 Harthau              | 18   | 6  | 0 | 12 | 35:64  | 12:24 |
| 9      | SC Hellas/Germania Mittweida | 18   | 4  | 2 | 12 | 38:80  | 10:26 |
| 10     | SV Wacker Chemnitz           | 18   | 3  | 2 | 13 | 31:63  | 8:28  |

|  | Kampioen, geplaatst voor Midden-Duitse eindronde |
|  | Degradatie                                       |